# Ernest T
Ernest T est le pseudonyme d'un artiste contemporain français né à Mons (Belgique) en 1943.

## Parcours artistique
Ses œuvres se présentent sous la forme de canulars, de rébus ou de caricatures, dans la veine de l'esprit dada et potache des imagiers d'avant-guerre. Son nom fait référence au personnage comique de la télévision américaine Ernest T. Bass (en) avec lequel il ne doit pas être confondu.
Son travail se décline aussi sous forme de citations apposées directement sur les murs d’une exposition ou encore sous forme de peintures et de sculptures. Ironisant sur le milieu très codé et sérieux de l’art, il revendique le statut de la modestie et réalise de nombreuses références à l'Histoire de l'art.
Ernest T. interroge les notions de critères de goût et de la pertinence critique d’une époque, il souhaite dénoncer l’autolégitimation d’un milieu. Sa démarche est résolument irrévérencieuse, il se place en observateur du monde de l’art et épingle ses comportements. Sa signature est également une façon de singer et la posture de l’artiste qui fut érigé à l’époque moderne en auteur génie.
Ernest T. réalise une série intitulée Peinture nulle, réalisées à partir de carrés peints dans les trois couleurs primaires. Parfois montées sur ressorts ces toiles se réfèrent à la peinture moderne et parodient le Suprématisme et le Constructivisme. Cette série se présente comme des objets de spéculation. Ils sont vierges des valeurs et des instances de légitimation de l’art. Ils se rapprochent aussi de l’objet décoratif ou de l’article de farces et attrapes.
L'artiste emprunte également au dessin de presse et prélève des images puis les rehaussent d’une peinture nulle ou d’un slogan. Il manipule les images avec humour et dérision. 
Par ailleurs, Ernest T. est intervenu dans différentes revues artistiques comme artpress ou Artforum entre 1985 et 1988. Il s'agissait de publications présentant une sélection de citations et d'articles historiques en lien avec les artistes et le milieu de l'art. Ces interventions furent titrées Cloaca Maxima et furent publiées dans une revue éponyme en 2015 aux éditions Semiose. La revue a reçu le premier prix FILAF au salon Galeristes 2016 du meilleur livre d’art édité ou coédité par une galerie.
Ernest T. fait également partie du collectif Taroop & Glabel et œuvre également sous ce second pseudonyme.

## Expositions et collections

### Expositions personnelles (sélection)
- 2021 : Ernest T., Semiose, Paris
- 2015 : Ernest T., Micro Onde, Centre d’art contemporain, Vélizy-Villacoublay
- 2015 : La Smoud Emotion, galerie Semiose, Paris
- 2013 : Organiser le désordre, Musée Labenche, Brive-la- Gaillarde
- 2013 : Déballage de la Boîte Verte, Cabinet du Livre d’Artiste, Université Rennes 2.
- 2010 : Peinture artistiques, galerie Gabrielle Maubrie, Paris
- 2004 : École régionale des Beaux-Arts, Nantes
- 2001 :  La box, École des Beaux-Arts, Bourges
- 2001 : Morceaux choisis, Frac Limousin, Limoges[6]
- 1999 : Galerie Gabrielle Maubrie, Paris
- 1998 : MAMCO, Musée d’art moderne et contemporain Genève,
- 1997 : Si t’es guéridon, Cicero, Paris* 1997 : Dessins français, Mamco, Genève
- 1996 : Jam foetet, FRAC Pays de la Loire, Nantes

### Expositions de groupe (sélection)
- 2021 : Hahaha. L'humour de l'art, ING Art Center au Mont des Arts, Bruxelles
- 2021 : Grand bazar - choix de Jean-Hubert Martin dans la collection Antoine de Galbert, Château d’Oiron, Plaine-et-Vallées
- 2021 : Collection en mouvement, Mémoires médiévales, Centre de Découvertes du Moyen-Âge d'Égletons / FRAC-Artothèque Nouvelle-Aquitaine, Égletons
- 2021 : Médiathèque de Royère de Vassivière, Royère de Vassivière
- 2020 : Plan A, cur. Jochen Gerner et Alexandre Bohn, FRAC Poitou-Charentes, Angoulême
- 2020 : X, cur. Claude Closky, FRAC des Pays de la Loire, Carquefou
- 2019 : Peinture Hard, Semiose, Paris
- 2017 : Artistes fictifs, Musée d'art moderne et contemporain (MAMCO), Geneva
- 2017 : Le paradoxe du cartel, Galerie Valérie Delaunay, Paris
- 2017 : Contre-pied, Galerie Forêt Verte, Paris
- 2016 : L’art est un mensonge, Espace d’art Contemporain H2M, Bourg-en-Bresse
- 2016 : Le Grand Jeu, médiathèque de Saint-Hilaire avec les œuvres de la collection du Fonds régional d’art contemporain Pays de la Loire, Sain - Hilaire
- 2016 : Le pied dans le plat, Dé - FAIRE, 5 ème édition de ART SEQUANA, La Forme, Le Havre
- 2015 :  Tableaux, conversations sur la peinture, FRAC Limousin, Limoges
- 2015 : Être et Avoir #2, École des Beaux-Arts de Nîmes
- 2014 : Nouveau Festival (5e édition), Centre Georges Pompidou, Paris.
- 2014 : Le Mur, La collection d’Antoine de Galbert, La Maison rouge, Paris.
- 2014 : Doré & Friends, Musée d’art moderne et contemporain, Strasbourg.
- 2013 :  L’origine des choses, collection du CNAP, Central for Contemporary Art, Bruxelles
- 2012 : Je est un autre, Semiose galerie, Paris.
- 2011 : Incongru, quand l’art fait rire, musée des beaux-arts, Lausanne
- 2011 : My Paris, Collection Antoine de Galbert - me Collectors Room Berlin, Berlin
- 2010 : Seconde main, MAMVP, Paris
- 2010 : Comment l'esprit vient à la matière, galerie Gabrielle Maubrie, Paris
- 2010 : 55e Salon d'art contemporain de Montrouge, Montrouge (et membre du jury)
- 2009 : Be sure to attend very carefully to what I have to say to you, Fri Art, Fribourg
- 2008 :  Less is Less, More is More, That’s All, CAPC, Bordeaux
- 2002 :  Jokes, MAMCO, Genève
- 2001 :  Extra Art : A Survey of Artist’s Ephemera 1960-1999, California College of Arts and Crafts, San Francisco
- 1998 : Le cercle, Centre national de l'édition et de l'art imprimé (cneai[7]), Chatou
- 1996 : Le plaisir et les ombres, Carte blanche à Raoul Vaneigem, Fondation pour l’Architecture, Bruxelles
- 1996 : Passions privées, MAMVP, Paris.
- 1993 : Art & Publicité, Centre Pompidou, Paris
- 1992 : Regard multiple, Musée national d’art moderne Centre Georges Pompidou, Paris.

### Collections publiques
- Musée National d’Art Moderne[8], Centre Georges Pompidou, Paris
- Fnac[9]
- Frac Corse
- Frac Franche-Comté[10]
- Frac Limousin[11]
- Frac Bourgogne[12]
- Frac Basse-Normandie[13]
- Frac Bretagne[14]

## Publications
- Ernest T., textes de Natacha Pugnet et Jean-Yves Jouannais, 2010  (ISBN 978-2-915199-56-7)
- Ernest T. Opera, Frac Limousin, Frac Bourgogne, La Box, La synagogue de Delme, 2001  (ISBN 2-908257-28-9)
- Ernest T. Art Dept., galerie Gabrielle Maubrie, galerie Eric Franck, 1990